# 원탁의 기사

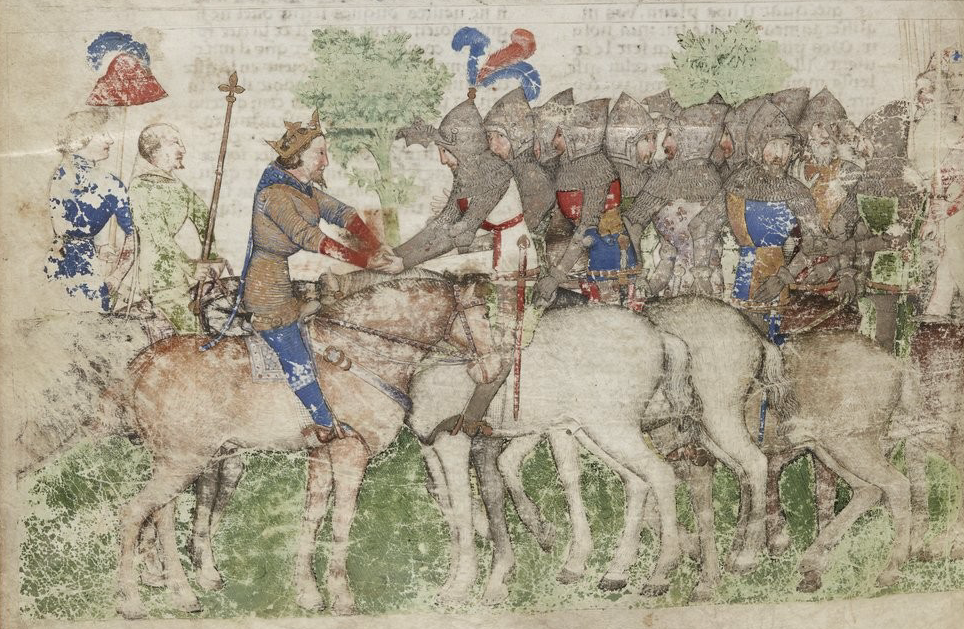
아서 왕과 원탁의 기사들.

원탁의 기사(Knights of the Round Table)는 아서 왕 전설에서 아서 왕과 그를 따르는 기사들을 일컫는다. 예수와 그 제자들을 상징하는 13개의 자리가 있는 원탁에 둘러앉았으며, 이 중 배신자 유다를 상징하는 13번째 자리에는 가장 뛰어난 기사인 갤러해드 경이 앉았다. 

## 일원
- 아서 : 원탁의 기사들의 주군이다.
- 란슬롯 : 기사들 중 가장 뛰어난 자. 왕비 기네비어와의 불륜으로 도주, 카멜롯은 내란에 휩싸인다.
- 갤러해드 : 란슬롯의 아들. 아버지보다 뛰어난 성품을 가졌다.성배와 성창을 찾고 죽는다.
- 퍼시발 : 장창의 명수. 갤러헤드와 함께 성배와 성창을 찾는다. 갤러헤드의 죽음을 보고 무언가 느끼고는 은둔생활을 하다 죽는다.
- 보호드 : 란슬롯의 사촌. 갤러헤드, 퍼시발과 함께 성배를 찾은 3 기사중 하나.
- 라이오넬 : 보호드의 형. 란슬롯의 사촌.
- 가웨인 : 태양의 가호를 받아, 해가 떠있는 동안은 무력이 훨씬 세어진다. 해가 정오에 다다르면 평소의 3배의 힘을 발휘한다.
- 모드레드 : 아서왕의 근친으로 인한 사생아 혹은 조카. 아서왕이 란슬롯과 싸울때 카멜롯에서 반란을 일으킨다.
- 케이 : 아서왕을 길러준 부모의 아들.
- 헥터 : 아서왕의 양아버지.
- 베디비어 : 최후까지 생존한 유일한 기사. 외팔이지만 그 힘이 무척 강해 한팔로도 다른 기사들을 압도 했다. '외팔이 베디비어(Bedivere, One-Handed)'라고 불렸다.
- 트리스탄 : 기사 겸 음유시인. 이졸데 공주를 사랑한다.
- 캐러독 : 아버지와 같은 이름의 아들 2대에 걸쳐 원탁의 기사가 되었다. 아버지 쪽은 아더의 조카딸 이젠트와 마법사 엘리오르스의 아들이다. '짧은 팔의 캐러독'이라는 별명이 있다.

## 같이 보기
- 원탁
- 샤를마뉴 12기사